# 许月凤
许月凤（1963年—），马来西亚政治人物，为第12届霹雳九洞州议员，前霹雳州立法议会副议长，民主行动党霹雳前州委、霹雳州关怀局前主任。在珠宝完成中学教育、1990年考取台湾函授课程（人文教育）文凭。与丈夫郭政德（48岁）育有1子（20岁）及1女（19岁）。

## 政治生涯
2004年3月21日，代表行动党中选为九洞区州议员。
2008年3月8日，代表行动党蝉联九洞区州议员。霹雳州政权首次出现政党轮替，行动党、公正党和回教党联合组织民联州政府，许月凤受提名出任霹雳州立法议会副议长职。
2009年2月4日，退出民主行动党，跳槽成为亲国阵的独立议员，导致霹雳州变天 。其后成为民联支持者泄愤对象，被人戏称为“政治娼妓”、“青蛙”，并在网上成立“许月凤纪念馆”，供人们诅咒 。
2009年4月7日，在霹雳州武吉甘当补选投票的前48个小时，跳槽后隐居了2个月多的许月凤突然在吉隆坡的成功时代广场举行记者会，打破缄默为自己喊冤，声称自己并非导致霹雳州民联政府倒台的祸首，更说“一只手推不倒万里长城”。之前市面就一直谣传变节后不敢回去住家的许月凤就是一直住在这个广场的酒店里，一切生活开销全由某华人大亨照顾。
2009年5月7日霹雳议会开会当天，她在混乱的会议中，以副议长的身份取代原任议长西华古玛主持议会，驱赶议长西华古玛出会场，并主持投票，国阵议员以优势通过表决，授命国大党员干尼申以非议员的身份成为新议长。第二天，她针对这项引起诸多争议举措辩护，坚称本身只是按照州宪法第36（A）（1B）条文执行任务，并非夺权。她投诉媒体的报道对她不公平。

## 争议事件
许月凤由于倒戈成为“亲国阵”的独立议员，使其遭到民联与民众的激烈抨击。

### 胡椒剂事件
许月凤于2009年5月7日在混乱的州议会中向一名同是残障人士的行动党籍后廊区议员姚天和喷胡椒剂，虽有照片与影片为证，唯事后她否认此事，并说所谓胡椒喷剂实为笔型闪存盘。 
姚天和于2009年6月26日入禀怡保高等法庭，起诉许月凤喷射胡椒剂导致左眼及心理受伤害。经2年审讯，怡保高庭于2011年6月14日判起诉人姚天和胜诉，答辩人许月凤需向起诉人赔偿损失并支付堂费，并发出禁令禁止答辩人再以任何方式攻击起诉人。

## 选举成绩
| 年份 | 选区     | 候选人 | 候选人               | 得票数 | 得票率 | 竞选对手               | 竞选对手           | 得票数 | 得票率 | 总票数 | 多数票 | 投票率 |
| ---- | -------- | ------ | -------------------- | ------ | ------ | ---------------------- | ------------------ | ------ | ------ | ------ | ------ | ------ |
| 2004 | N31 九洞 |        | 许月凤（民主行动党） | 8,231  | 48.64% |                        | 马汉顺（马华公会） | 7,978  | 47.15% | 16,921 | 253    | 70.39% |
| 2004 | N31 九洞 |        | 许月凤（民主行动党） | 8,231  | 48.64% | 符标国（独立人士）     | 358                | 2.12%  |        | 16,921 | 253    | 70.39% |
| 2008 | N31 九洞 |        | 许月凤（民主行动党） | 12,219 | 62.96% |                        | 罗桂平（马华公会） | 5,512  | 28.40% | 19,409 | 6,707  | 74.20% |
| 2008 | N31 九洞 |        | 许月凤（民主行动党） | 12,219 | 62.96% | 莎拉斯瓦迪（独立人士） | 1,275              | 6.57%  |        | 19,409 | 6,707  | 74.20% |